# アルバトロス D.III
アルバトロス D.III
Albatros D.III
- 用途：戦闘機
- 設計者：ロベルト・テレン
- 製造者：アルバトロス (航空機メーカー)
- 運用者：ドイツ帝国軍航空隊（Luftstreitkräfte）

- オーストリア＝ハンガリー帝国軍航空隊
- 初飛行：1916年8月
- 生産数：約1,866機

アルバトロス D.III（Albatros D.III）は、第一次世界大戦中においてドイツ帝国軍航空隊およびオーストリア＝ハンガリー帝国軍航空隊（K.u.K. Luftfahrtruppen）によって使用された複葉戦闘機である。マンフレート・フォン・リヒトホーフェン、エルンスト・ウーデット、エーリヒ・レーヴェンハルト、クルト・ヴォルフ、カール・エミル・シェーファーなど、多くのドイツ撃墜王がこの機体を使用した。そして1917年4月、ドイツが航空優勢を確保した「血の4月」と呼ばれる期間の立役者となった。

## 設計と開発

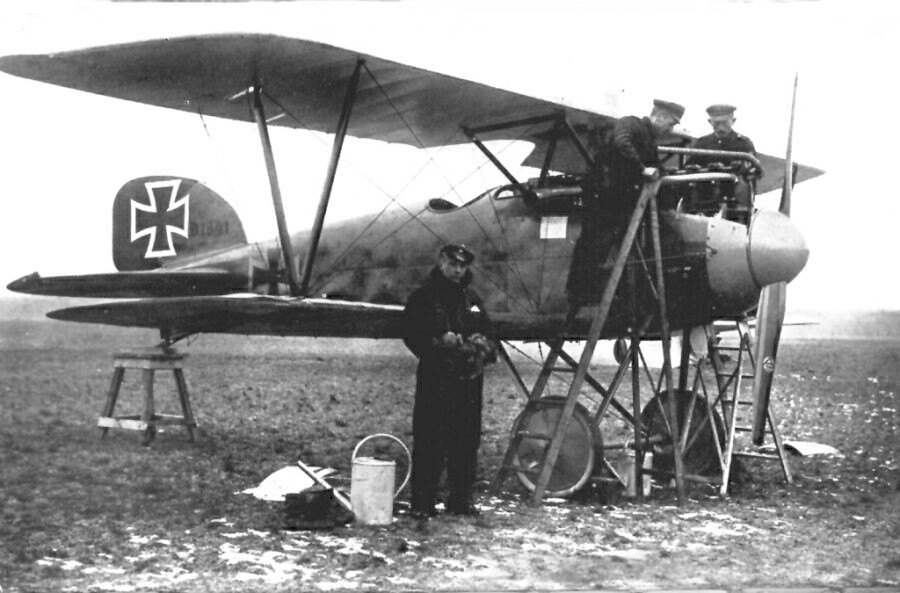
愛機アルバトロス D.III（シリアルD.1941/16）の前に立つエルンスト・ウーデット

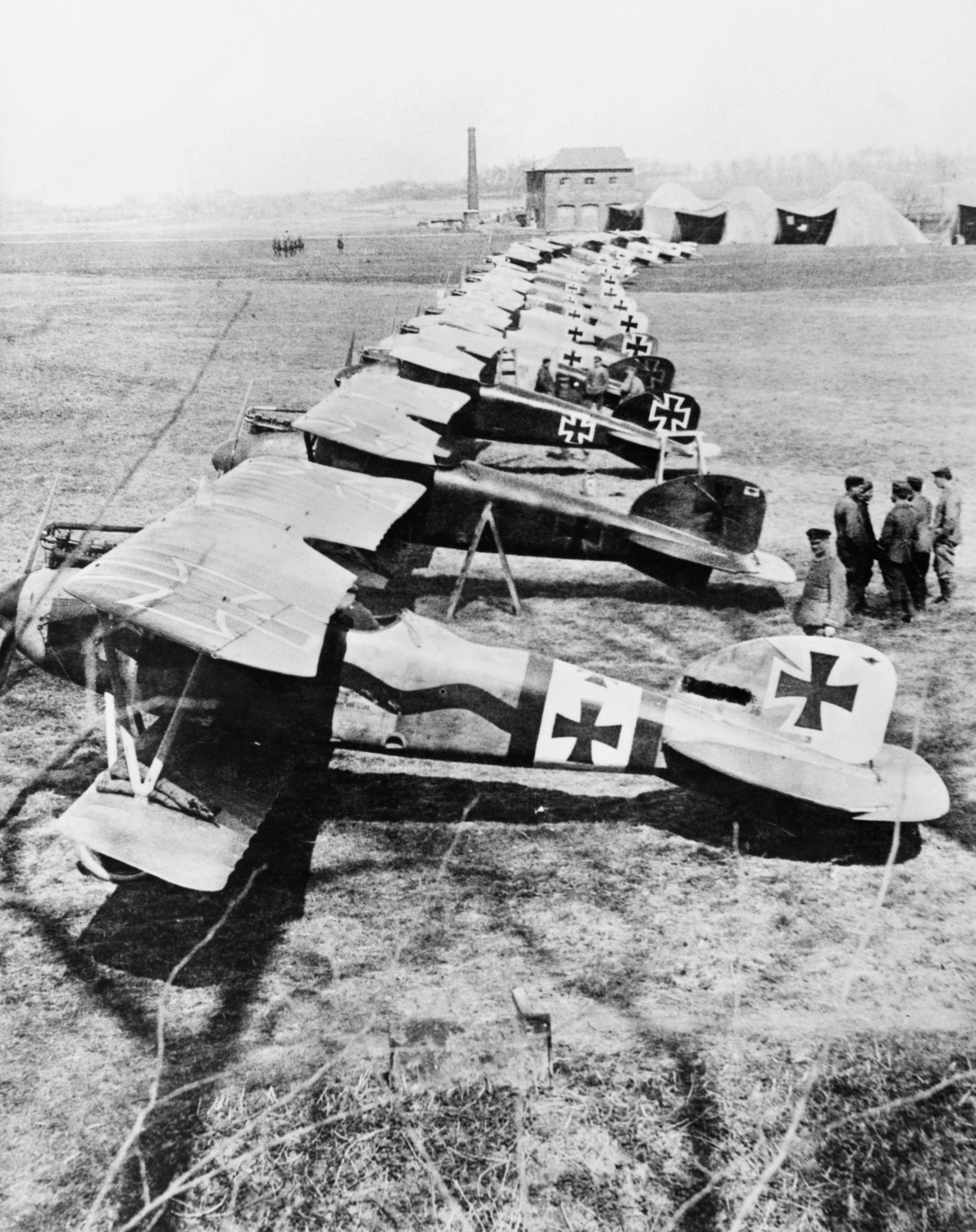
第11戦闘機隊のアルバトロス D.III（フランス、ドゥエ）

D.IIIの試作は1916年の7月遅く、または8月前半に始められた。初飛行の日付は知られていないが、8月後半ないし9月前半であったと思われる。成功したアルバトロス D.I、D.IIシリーズと同じく、D.IIIも合板製の胴体によるセミモノコック構造を採用した。ただし、「Idflieg」（航空部隊監察局）の要請により、D.IIIの主翼はフランスのニューポール 11に類似した一葉半（Sesquiplane, セスキプラン）形式のものとなった。下翼の翼弦が減らされ、主桁が1本となった分、上翼は拡大された。そのため翼間支柱はそれまでの平行タイプからV型のものとなり、イギリスの飛行機搭乗員の多くはD.IIIのことを「V支柱（V-strutter）」と呼んだ。
1916年9月26日の公式評価試験の後、アルバトロス社は、ドイツではそれまでで最大の生産契約となる400機のD.IIIの発注を受けた。さらに、Idfliegは、1917年2月と3月に各50機の追加発注を行った。

## 運用歴
D.IIIは1916年12月に実戦配備となり、その操縦性と上昇力で、直ちにドイツの飛行機搭乗員から絶賛を博したが、すぐに2つの欠陥が明らかとなった。初期のD.IIIは、D.IIと同様に、空気力学的な形態のテフェス・ウント・ブラウン製のラジエターを上翼中央に配置していたが、これは、そこに被弾した場合パイロットが火傷する恐れのある位置だった。そのため290号機以降のD.IIIでは、ラジエターの位置が右にずらされることとなった。
D.IIIのより深刻な欠陥は、下翼のリブと翼前縁にあった。1917年1月23日、第6戦闘機隊の1機の右下翼の桁が破損した。次の日、マンフレート・フォン・リヒトホーフェンの新しいD.III.の下翼にもクラックが発生した。1月27日、翼の欠陥が解決されるまですべてのD.IIIの飛行を禁止する命令が発せられ、それはアルバトロス機の下翼が補強された2月19日まで続いた。新造のD.IIIは強化された翼をつけて完成されたが、運用中のD.IIIは一旦軍用機保管施設（Armee-Flugparks）に引き下げられたため、その期間、戦闘機隊はアルバトロス D.IIやハルバーシュタット D.IIの使用を余儀なくされた。
初め、この連続した翼の破壊はヨハニスタール工場での技量と材質の不足に由来すると考えられた。しかし翼の欠陥の本当の原因はニューポール機に範をとった一葉半形式にあった。下翼の強度は静的テストでは十分であったが、主桁の位置が後ろ過ぎ、空気力学的な荷重が掛けられると翼にねじれが生じることがわかった。したがって、パイロットたちは、D.III.で急な、あるいは長い降下を行わないように指示された。この設計上の欠陥に対してはさまざまな対応が試みられたが、それにもかかわらず、D.IIIと、次のモデルであるD.Vにおいても問題は解消されなかった。
この構造的欠陥は別として、D.IIIは操縦は幾分重いものの、飛ばすのは容易で快適であると考えられた。D.IIIの一葉半形態は、D.IIと比較して上昇力や運動性の向上をもたらし、また操縦士の下方視界を改善した。同時代の他の飛行機と比較してスピンしやすい傾向があったが、回復は簡単だった。
アルバトロス社は自社のヨハニスタール工場でおよそ500機のD.IIIを生産した。1917年の春には、アルバトロス社をD.Vの開発と製作に集中させるため、D.IIIの生産はアルバトロスの子会社である東ドイツアルバトロス（Ostdeutsche Albatros Werke（OAW））社に移された。1917年4月から8月までの間、Idfliegは5つの別々の命令により合計840機のD.IIIを発注した。OAW版のD.IIIは1917年6月にその型式試験（Typenprüfung）を行い、生産はシュナイデミュール工場で6月から12月まで行われた。OAW製のD.IIIは方向舵が丸く、大きいことで識別可能である。
D.III配備のピークは1917年11月で、このとき西部戦線には446機が展開していた。D.IIIは生産が終わっても前線から消えることはなく、1918年8月31日の時点でもまだ54機が西部戦線にあった。

## オーストリア＝ハンガリー製のアルバトロス

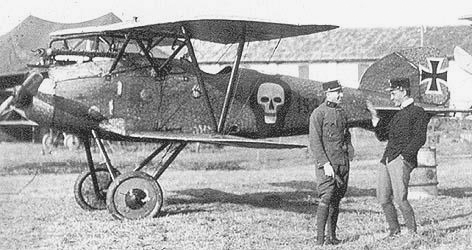
アルバトロス D.III（Oeffag）153型（スピナーを外している）

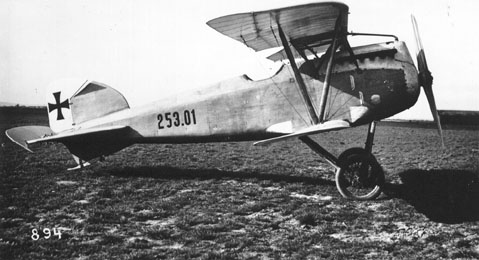
アルバトロス D.III（Oeffag）253型

1916年秋、エスターライヒッシェ・フルークツォイクファブリク（Oesterreichische Flugzeugfabrik）社（Oeffag）は、ヴィーナー・ノイシュタットにおいてD.IIIを生産するライセンスを取得した。生産機が現れ始めたのは1917年5月だった。
Oeffag社製機は、53型、153型、253型の3つに大きく分かれ、それぞれ185馬力、200馬力、225馬力のオーストリア・ダイムラー製エンジンを搭載した。オーストリア・ダイムラーエンジンはメルツェデスD.IIIaエンジンを上回る性能を発揮した。Oeffag機は、冬季作戦を想定した、シリンダーヘッドを完全に覆った形式の冬季用カウリングを特徴とした。
オーストリアのパイロットは初期生産型のプロペラスピナーを取り外すことが多かった。飛行中にしばしば脱落したからである。153型の生産第112号機から、Oeffagは、スピナーの無い、頭部の丸い形態を採用した。意外なことに、ドイツの風洞テストでは、単純な丸い鼻の方がプロペラ効率が良く、最高速度が14 km/h向上した。
Oeffag生産型はすべて8 mmシュヴァルツローゼ機関銃2挺で武装していた。その大部分では機銃は胴体に埋めこんで設置され、そのためパイロットが機銃に触れることは困難だった。実戦では、シュヴァルツローゼ機銃は、主にプロペラ同調装置の問題から7.92 mmLMG 08/15機関銃より信頼性でいくぶん劣り、また発射率も低かった。パイロットの要望により、253型の後期生産型からは、機銃は胴体上部への配置に変更された。
Oeffagの技術者はD.IIIの翼の欠陥に着目し、下翼の肋骨と翼桁継ぎ手をより厚いものに修正した。この変更は、その他の細かい修正とあいまって、ドイツ版D.IIIを苦しませた構造欠陥問題の大部分を解決した。実戦において、Oeffag製機は、人気があり、強く、有効であることを証明した。Oeffagは1917年5月から1918年11月の休戦までの間におよそ526機のD.IIIを生産した。

## 大戦後
第一次世界大戦の休戦後、ポーランドは数機のOAW製機とともに38機の253型アルバトロス D.IIIを獲得し、1919年から1920年にかけてのポーランド・ソビエト戦争で使用した。それらは主に地上攻撃任務に使われた。ポーランドはD.IIIを大変高く評価し、Oeffagの工場に賞賛の書簡を送ったほどであった。また新たに設立されたチェコスロバキア空軍も、戦後、数機のオーストリア製D.IIIを入手して運用した。

## 現代の複製機
オーストリアの航空マニア、コロマン・マイアホーファーは、2機のオーストリア製253型D.IIIの複製を製作した。エンジンは両者とも旧式なオーストリア・ダイムラーエンジンである。1機は、非営利団体によって飛行可能な状態で運用されている。2機目は、オーストリアのヴィーナー・ノイシュタット近郊にあるAVIATICUM航空博物館に展示されている。

## 運用者
- オーストリア＝ハンガリー帝国
- チェコスロヴァキア  - 戦後
- ドイツ帝国
- ポーランド - 戦後
- リトアニア - 戦後

## 性能諸元（D.III）
諸元
- 乗員: 1
- 全長: 7.33 m[1]
- 全高: 2.90 m
- 翼幅: 9.00 m[1]
- 翼面積: 23.6 m2
- 空虚重量: 695 kg
- 運用時重量: 886 kg
- 最大離陸重量: 955 kg
- 動力: メルツェデスD.IIIa 水冷エンジン、 （170 hp）   × 1[1]

性能
- 最大速度: 175 km/h[1] （94 kt） （高度0 m）
- 航続距離: 480 km （261 海里）
- 実用上昇限度: 5,500 m
- 上昇率: 4.5 m/s
- 翼面荷重: 37.5 kg/m2
- 馬力荷重（プロペラ）: 0.13 kW/kg （0.081 hp/lb）

武装
- 7.92 mm LMG 08/15 機関銃 ×2

## 参考資料